# Marilena Kirchner
Pour les articles homonymes, voir Kirchner.
Marilena Kirchner (née le 10 juillet 1997 à Fulda) est une chanteuse de musique folklorique et chanteuse de schlager allemande.

## Biographie
Kirchner grandit à Tann. Son père travaille en tant que musicien, elle a quatre ans quand elle monte pour la première fois sur scène. À sept ans, elle apprend le piano puis la guitare.
Quatre ans plus tard, elle remporte un concours régional pendant lequel elle est découverte par les paroliers Peter et Gaby Wessely. Ils lui écrivent Der erste Kuss avec lequel elle participe en 2009 au Grand Prix der Volksmusik des enfants du Tyrol du Sud. À l'automne, il est son premier single.
Après quelques concerts dans la région, elle est présente au Donauinselfest en juin 2010 à côté d'"Andy Borg", Nik P. ou Nockalm Quintett ; elle fait alors l'objet d'un reportage sur KiKA.
En 2011, elle signe un contrat avec Obermain Produktion et commence à travailler pour un album. Elle collabore avec Uwe Altenried, Gottfried Würcher de Nockalm Quintett et les Wessely. Il paraît en juin 2011.
Le 3 février 2011, elle fait sa première apparition dans l'émission Andy's Musikparadies. Le 7 mai, elle vient dans Musikantenstadl, où elle remporte le concours de jeunes talents. Le 16 décembre, elle reçoit le Herbert-Roth-Preis de la « meilleure jeune soliste ».

## Discographie
Singles
- 2009 : Der erste Kuss
- 2012 : Bin ich noch Kind
- 2012 : Dann macht es bumm-bumm-bumm
- 2013 : Du bist mei Sommer

Albums
- 2011 : Ich bin wie ich bin
- 2013 : Lust auf's Leben
- 2014 : Hey DJ leg a Polka auf!

## Source de la traduction
- (de) Cet article est partiellement ou en totalité issu de l’article de Wikipédia en allemand intitulé « Marilena Kirchner » (voir la liste des auteurs).